# George Rennie (inżynier)
George Rennie (ur. 3 grudnia 1791, Londyn (Southwark), zm. 30 marca 1866, tamże (Pimlico)) – brytyjski inżynier (inżynieria lądowa i mechaniczna), prezbiterianin, syn syn Johna Renniego starszego, brat Johna Renniego młodszego. 
Kształcił się w londyńskiej St. Paul’s School i na Uniwersytecie Edynburskim (matematyka, nauki przyrodnicze, filologia klasyczna). W latach 1818–1825 zatrudniony jako inspektor maszyn i sztanc w Mennicy Królewskiej, równocześnie uczestnicząc w realizacji projektów obiektów mostowych: przeprawy łączącej Southwark z City (prawdopodobnie dokonał obliczeń w zakresie żelaznych łuków), prowadził dziennik budowy pierwszej przeprawy w miejscu współczesnego Waterloo Bridge, London Bridge (zgodnie z jego własnymi słowami był autorem oryginalnego projektu z 1820), a w latach 20. i na początku 30. XIX w. opracował też inne projekty inżynierii lądowej: mostu nad Serpentine w Londynie, mostu Grosvenor Bridge nad Dee w Chester (poprawa projektu Thomasa Harrisona), mostu w Staines-upon-Thames (Staines Bridge), a także przebudowy doków na londyńskiej Isle of Dogs i w Sunderlandzie oraz śluzy na Great Ouse w Denver. Projektował również planowane linie kolejowe w Wielkiej Brytanii (Liverpool–Birmingham, Vale of Clwyd Railway, początkowe plany Midland Counties Railway, Central Kent Railway) i Belgii (Mons–Manage, Namur–Liège – od 1846 jej główny inżynier) oraz konsultant takich projektów (Liverpool and Manchester Railway).
Zarządzał (wraz z bratem) rodzinnym przedsiębiorstwem produkcyjnym Rennie Brothers, przekształconą po 1850 w G. Rennie & Sons (zamiast brata wspólnikami byli dwaj synowie George’a – John Keith i George Banks), produkującą (w fabryce Albion i w założonej w latach 30. XIX wieku stoczni J. & G. Rennie w Greenwich) szeroki asortyment wyrobów maszynowych i metalowych (począwszy od małych artykułów gospodarstwa domowego, takich jak młynki, poprzez silniki do parowców wojennych brytyjskich i hiszpańskich czy lokomotywy parowe (1937–1942 dla kolei ze stolicy do Brighton i Southampton oraz dla odbiorców zagranicznych w Austrii, Włoszech czy na Kubie) po suche doki, tarczę tunelową dla tunelu pod Tamizą Brunela czy wrota do doków w Sewastopolu, a także okręt wyposażony w śrubę – „Dwarf”). Autor części opisowej do Views of the Old and New London Bridges Edwarda Williama Cooke’a (1833), uaktualnień do trzeciego wydania Practical essays on mill work and other machinery Robertsona Buchanana (1841), artykułów z dziedziny wytrzymałości materiałów, hydrauliki oraz trybologii. Członek Royal Society (od 1822) i Institution of Civil Engineers (od 1841).